# José Carbajal
José María Carbajal Pruzzo (Juan Lacaze, 8 de desembre de 1943 - Villa Argentina, Canelones, 21 d'octubre de 2010), conegut com El Sabalero, fou un cantant, compositor i guitarrista uruguaià, autor i intèrpret de diverses cançons famoses com Chiquillada, A mi gente i La Sencillita.

## Biografia

### Infància
Va realitzar els seus estudis primaris a l'Escola Industrial Don Bosco de Puerto Sauce i un any de l'escola secundària al liceu públic, abandonant per començar a treballar d'obrer a les fàbriques tèxtils assentades al seu poble natal, al departament de Colonia. Va completar de nit els seus estudis secundaris en un liceu nocturn lliure, organitzat per ell i altres obrers.

### Començament artístic

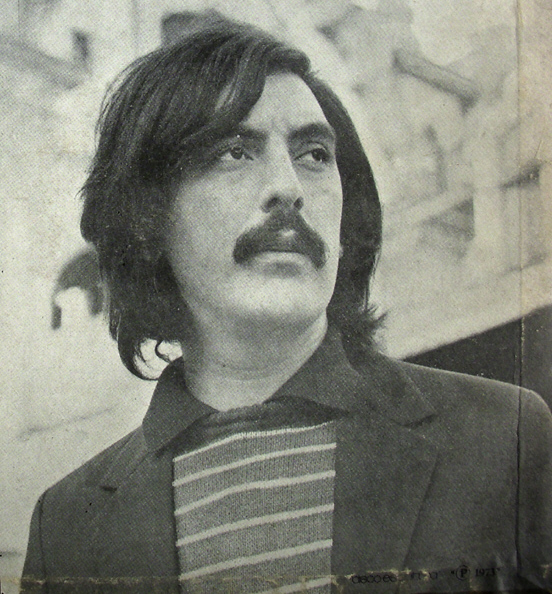
El Sabalero l'any 1973.

El 1967 es va traslladar a Montevideo i va començar a actuar en penyes folklòriques cantant les seves composicions. Aquest any té l'oportunitat d'editar, per al segell Orfeo el seu primer fonograma, en el qual va comptar amb la guitarra de Roberto Cabrera. Dos anys després, el 1969, va gravar el seu primer LP, titulat "Canto popular".
Prologat per la poetessa Idea Vilariño, i amb el suport instrumental de Yamandú Palacios i Roberto Cabrera, aquest disc va tenir un notable èxit a l'Uruguai i a Amèrica Llatina. Es van incloure alguns dels temes més emblemàtics de l'artista, com "Chiquillada", "La sencillita" i "A mi gente".

### Exili
Durant la dècada de 1970, va assolir la fama en tota Llatinoamèrica pel seu tema Chiquillada, el qual també va ser interpretat pel cantant argentí Leonardo Favio.
Entre 1970 i 1973 va viure a Buenos Aires, i posteriorment la dictadura uruguaiana el va obligar a emigrar, passant per països com Mèxic, França i Espanya. En aquest darrer país va ser expulsat pel franquisme i més endavant va establir la seva residència definitiva als Països Baixos.

### Actualitat

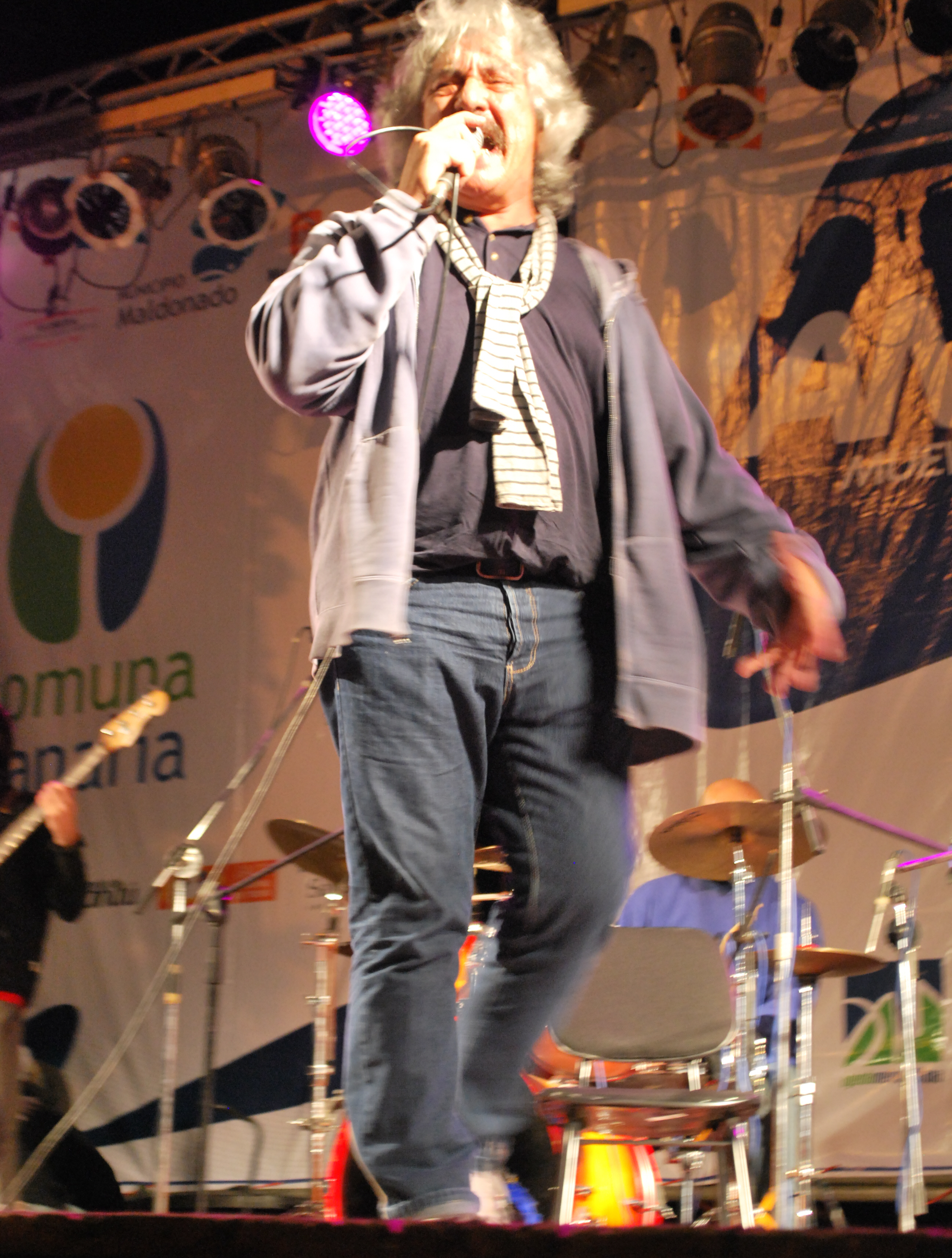
"El Sabalero", 2010.

Va tornar a l'Uruguai el 1984 però el 1992 es va traslladar de nou als Països Baixos, tot i que mantenia un grup musical a Montevideo.
El 1998 Soledad Pastorutti va gravar el seu candombe A mi gente. El seu disc La Casa Encantada és material d'estudi a les escoles primàries uruguaianes.

### Mort
Durant la matinada del 21 d'octubre del 2010, va morir a la seva casa de Villa Argentina (departament de Canelones). Va ser trobat sense vida per un veí.

## Discografia

### Long Plays
- Canto popular (Orfeo ULP 90518. 1969)
- Bien de pueblo (Orfeo ULP 90536. 1969)
- Canto popular (Ed. Argentina amb temes diferents al disc de 1969. Odeón LDB-198. 1970)
- Chiquillada (Emi. Argentina. 1970)
- Octubre (Orfeo ULP 90545. 1970)
- Abre tu puerta vecino y saca al camino tu vino y tu pan (CBS Columbia 9120. Argentina. 1972)
- Pelusa (Microfón I-401. Argentina. 1973)
- Volveremos (KKLA. França. 1975)
- Colmeneras (KKLA. Països Baixos. 1978)
- La flota (Sondor 44318. 1983)
- La muerte (Orfeo SULP 90743. 1984)
- Angelitos (Orfeo SCO 90767. 1984)
- Angelitos vol. II (Orfeo SULP 90768. 1985)
- Entre putas y ladrones (lletra d'Higinio Mena. Orfeo 91070-4. 1990)
- Viento en popa (Orfeo 91209-4. 1993)
- La casa encantada (Orfeo CDO 053-2. 1995)
- Cuentamusa (Orfeo CDO 097-2. 1995)
- Noche de rondas (Bizarro Records 2334-2. 2000)
- Re-percusión / el 14 (Obligado Records RL 2626-2. 2002)
- Me vuela el corazón (Obligado Records RL 2858-2. 2003)
- La viuda (lletra d'Higinio Mena. Aperiá Records. 2006)

### EP i simples
- Sabalero (Orfeo 333-3556. 1967)
- Navidad y rejas / No te vayas nunca, compañera (1972)
- ¿Dónde están? (compartit amb Los Olimareños. Barry's Record 0072. P. Baixos. 1979)

### Reedicions i recopilacions
- Abre tu puerta vecino y saca al camino tu vino y tu pan (CBS Columbia 59.120. 1977)
- Chiquillada (Sondor 84207. 1981)
- Chiquillada (RCA. 1984)
- Lo mejor del Sabalero (Sondor. 1985)
- Antología (Orfeo. 1987)
- Grandes éxitos (Sondor 6.731-2. 1991)
- Entre putas y ladrones / El viejo (Orfeo CDO 014-2. 1992)
- Angelitos (conté els volums I i II d'"Angelitos". Orfeo CDO 022-2)
- La flota (Sondor 4.318-2. 1998)
- El Sabalero y sus canciones (La República. Sèries Grans del Cant Popular Vol II 2494-2. 2001)
- Re-percusión / el 14 (editat a l'Argentina. 2004)
- Canto popular (Orfeo / Emi / Bizarro Records 7243 8 59538 2 8. 2004)